# Bulbophyllum rubrolabellum
Bulbophyllum rubrolabellum är en orkidéart som beskrevs av Tsan Piao Lin. Bulbophyllum rubrolabellum ingår i släktet Bulbophyllum och familjen orkidéer. IUCN kategoriserar arten globalt som starkt hotad.
Artens utbredningsområde är Taiwan. Inga underarter finns listade i Catalogue of Life.